# Babiakowo
Babiakowo (ros. Бабяково) – wieś w Rosji, w obwodzie woroneskim, w rejonie nowousmańskim. W 2010 liczyła 2678 mieszkańców.